# Reading Township (comté de Calhoun, Iowa)
Reading Township est un township, du comté de Calhoun en Iowa, aux États-Unis,. Le township est fondé en 1879 et baptisé en l'honneur de Charles H. Reading, un pionnier.

## Source de la traduction
- (en) Cet article est partiellement ou en totalité issu de l’article de Wikipédia en anglais intitulé « Reading Township, Calhoun County, Iowa » (voir la liste des auteurs).